# Blisko, coraz bliżej
Blisko, coraz bliżej – polski serial historyczno-obyczajowy w reżyserii Zbigniewa Chmielewskiego z 1983 roku. Zdjęcia kręcono w Lądku-Zdroju oraz w Wadowicach.
Film opowiada o losach wielopokoleniowej polskiej rodziny z Górnego Śląska na przestrzeni lat 1863–1945. Wielkie wydarzenia polityczne, historyczne, społeczne odciskają swoje piętno na członkach rodziny, ale mimo wszystko próbują oni ocalić własny polski język, tradycję i kulturę.

## Obsada

### Rodzina Pasterników
- Franciszek Pieczka – Franciszek Pasternik
- Anna Ciepielewska – Agnieszka Pasternik, żona Franciszka
- Tadeusz Madeja – dziadek Wawrzyniec Pasternik, ojciec Franciszka
- Andrzej Grabarczyk – Tadeusz Pasternik, syn Franciszka
- Sławomira Łozińska – Anna Pasternik-Borucka, córka Franciszka
- Tadeusz Borowski – Kazimierz Borucki, mąż Anny
- Stefan Szmidt – por. Tadeusz Borucki ps. „Morwa”, syn Anny i Kazimierza
- Andrzej Baranowski - Paweł Pasternik, syn Franciszka
- Marian Dziędziel – Jan Pasternik, syn Franciszka
- Tomasz Lulek – Antoni Pasternik (młody), syn Franciszka
- Wincenty Grabarczyk – Antoni Pasternik (dojrzały)
- Wojciech Wysocki – Roman Pasternik, syn Antoniego
- Jerzy Grałek – Stanik Pasternik (młody), syn Franciszka
- Tadeusz Szaniecki – Stanik Pasternik (dojrzały)
- Lidia Bienias – Róża Pasternik, żona Stanika
- Teresa Lipowska – Teresa Wanat, córka Róży i Stanika
- Czesław Stopka – Robert Wanat, mąż Teresy
- Krzysztof Stroiński – Augustyn Wanat vel Augustyn Widera, syn Roberta i Teresy
- Tomasz Zaliwski – Tomasz Pasternik, syn Stanika, mąż Pauliny
- Ewa Ziętek – Paulina Pasternik, żona Tomasza
- Zbigniew Zaniewski – Zygmunt Pasternik, syn Tomasza i Pauliny
- Eugeniusz Kujawski – Jerzy Pasternik vel Georg Pastenreich, syn Róży i Stanika
- Grażyna Barszczewska – Irma Wehlinger-Pastenreich, żona Jerzego/Georga
- Michał Juszczakiewicz – Willi Pastenreich, syn Irmy i Georga
- Jan Frycz – Henryk Pasternik, syn Stanika i Róży
- Dorota Pomykała – Wanda Pasternik, żona Henryka
- Adrianna Biedrzyńska – Krysia, narzeczona Bolka
- Maria Mielnikow-Krawczyk – Wisia Mendera, narzeczona Zygmunta

### W pozostałych rolach
- Leszek Świgoń – Jerzy/Georg Porwoll
- Józef Nalberczak – powstaniec Labus
- Zbigniew Lesień – hauptsturmführer Otto Schramm
- Marek Litewka - Pierre Pasternik, syn Jana, francuski oficer (sierżant)
- Stanisław Niwiński – doktor Jerzy (Antoni) Kulicki
- Karol Podgórski – ksiądz
- Leon Niemczyk – Manfred Wehlinger, ojciec Irmy
- Adam Baumann – bojówkarz niemiecki
- Bolesław Idziak – Stanisław Szeptycki
- Leszek Piskorz – Gerhard Kulewik, NSDAP-owiec
- Stanisław Michalski – Antoni Mendera, ojciec Wisi
- Janusz Sykutera – Karol Belsche, dyrektor kopalni
- Janusz Szydłowski – dr Michał Grażyński "Borelowski", wojewoda
- Jerzy Trela – Wojciech Korfanty
- Jerzy Łapiński – burmistrz Kirschenau
- Izabela Trojanowska – Hildegarda Harding

## Spis odcinków
1. Jest dla kogo żyć. Rok 1863
2. Przyjadę na ślub Rok 1870
3. Trwanie i przemoc Rok 1884
4. Czcij ojca swego. Rok 1888
5. Wszystko dla syna. Rok 1905
6. Obcy wśród swoich. Rok 1914
7. Ojcowski dom. Rok 1919
8. Niepokój i gniew. Rok 1919
9. Stąd mój ród. Rok 1920
10. Witajcie w domu. Rok 1921/22
11. U Pasterników wesele. Rok 1926
12. Złota lilijka. Rok 1932
13. Niespokojna granica. Rok 1939
14. Ważne zadanie. Rok 1939
15. Wycieczka w niedzielę. Rok 1941
16. Nasi są daleko. Rok 1943
17. Przyjazna hałda. Rok 1944
18. Ta zima była gorąca. Rok 1945
19. Nastała wiosna. Rok 1945